# جورج دبلیو. مک‌براید
جورج ویکلیف مک‌براید (به انگلیسی: George Wycliffe McBride) سناتور سابق عضو حزب جمهوری‌خواه ایالات متحده آمریکا بود. وی در سال ۱۸۹۵ تا ۱۹۰۱ میلادی سناتور ایالت اورگن در سنای ایالات متحده آمریکا بود.